# Ectypia mexicana
Ectypia mexicana är en fjärilsart som beskrevs av Paul Dognin 1911. Ectypia mexicana ingår i släktet Ectypia och familjen björnspinnare. Inga underarter finns listade i Catalogue of Life.